# 1110-е годы
1110-е (ты́сяча сто деся́тые) го́ды по юлианскому календарю — промежуток времени с 1 января 1110 года по 31 декабря 1119 года, включающий 1110 год 1-го десятилетия   и с 1111 по 1119 годы    2-го десятилетия XII века 2-го тысячелетия.  Они закончились 906 лет назад.

## Важнейшие события
- Битва при Салнице (1111), половецкое войско разбито русскими князьями.
- 1119 — основан орден Тамплиеров[1] небольшой группой рыцарей во главе с Гуго де Пейном после Первого крестового похода[2].

## Правители
- Генрих V был коронован Пасхалием II и стал императором Священной Римской империи (1111).
- Владимир Всеволодович Мономах Великий князь Киевский (1113—1125).

## Культура
- 1113 — Пьер Абеляр открыл свою школу в Париже.
- 1114 — новгородским князем Мстиславом Великим и посадником Павлом в Ладоге заложена каменная крепость.